# 2025년 동계 아시안 게임 우즈베키스탄 선수단
2025년 동계 아시안 게임 우즈베키스탄 선수단은 2025년 2월 7일부터 14일까지 중화인민공화국 하얼빈에서 열리는 2025년 동계 아시안 게임에 참가중인 우즈베키스탄 선수단이다.

## 선수단
아래 표는 종목별, 성별 우즈베키스탄 대표단 선수 수이다.
| 종목             | 남자 | 여자 | 합계 |
| ---------------- | ---- | ---- | ---- |
| 바이애슬론       | 2    | 0    | 2    |
| 스키마운티니어링 | 4    | 4    | 8    |
| 쇼트트랙         | 2    | 0    | 2    |
| 스피드스케이팅   | 23   | 0    | 23   |
| 알파인스키       | 4    | 4    | 8    |
| 피겨스케이팅     | 2    | 3    | 5    |
| 합계             | 15   | 11   | 26   |

## 종목별 성적

### 바이애슬론
남자
- 롤란 라임쿨로프
- 딜무로트 압두라흐모노프

### 쇼트트랙
남자
- 데니스 아이라페탼
- 다닐 예이보크

### 스피드스케이팅
남자
- 다닐라 세메리코프

### 알파인스키
남자
- 아르만 가유포프
- 니키타 고리콥스키
- 메데트 나자로프

여자
- 크세니야 그리고리예바
- 사비나 레제포바
- 마리야 모로조바
- 발레리야 코발료바

### 피겨스케이팅
여자 싱글
- 세빈치 라히모바
- 니기나보누 자몰리디노바

페어
- 예카테리나 게이니시
- 드미트리 치기레프